# Röstigraben
Röstigraben (Tysk udtale: [ˈrøːstiˌɡraːbən]; bogstaveligt talt "Rösti- grøft" eller "Rösti-grav" transskriberet også til Röschtigraben for at afspejle den schweizisktyske udtale [ˈrøːʃtiˌɡrabə]) er et udtryk, der bruges til at henvise til den kulturelle grænse mellem den tysktalende og fransktalende dele af Schweiz. Der er også et udtryk Polentagraben, som refererer til den italiensktalende kanton Ticino. 
Udtrykket dukkede første gang op under 1. verdenskrig, da det neutrale Schweiz stod mellem det krigsførende Tyske Rige og den Franske Republik. 

## Etymologi
Den første del af udtrykket er afledt af det schweizisk tyske navn for hasherede kartofler, rösti, som stammer fra kantonen Bern og anses for at være typisk fra det schweiziske tyske køkken.
Graben har både den konkrete og abstrakte betydning af "splittelse", hvor Saane/Sarine -floddalen i den tosprogede kanton Fribourg adskiller de sproglige områder. De schweizisk-franske bruger et lignende udtryk: barrière de rös(ch)ti, bogstaveligt "rösti barriere", eller rideau de rös(ch)ti "rösti gardin" (minder om jerntæppet). Ligesom Röstigraben er det blevet et velkendt facetiøst udtryk, der bruges, når der opstår forskelle, f.eks. de forskellige afstemningsresultater.